# Blood Fire Death
Blood Fire Death je čtvrté studiové album švédské extrememetalové skupiny Bathory. Vyšlo 8. října 1988 pod vydavatelstvím Under One Flag. Album je převážně blackmetalové, s prvky viking metalu.

## Skladby

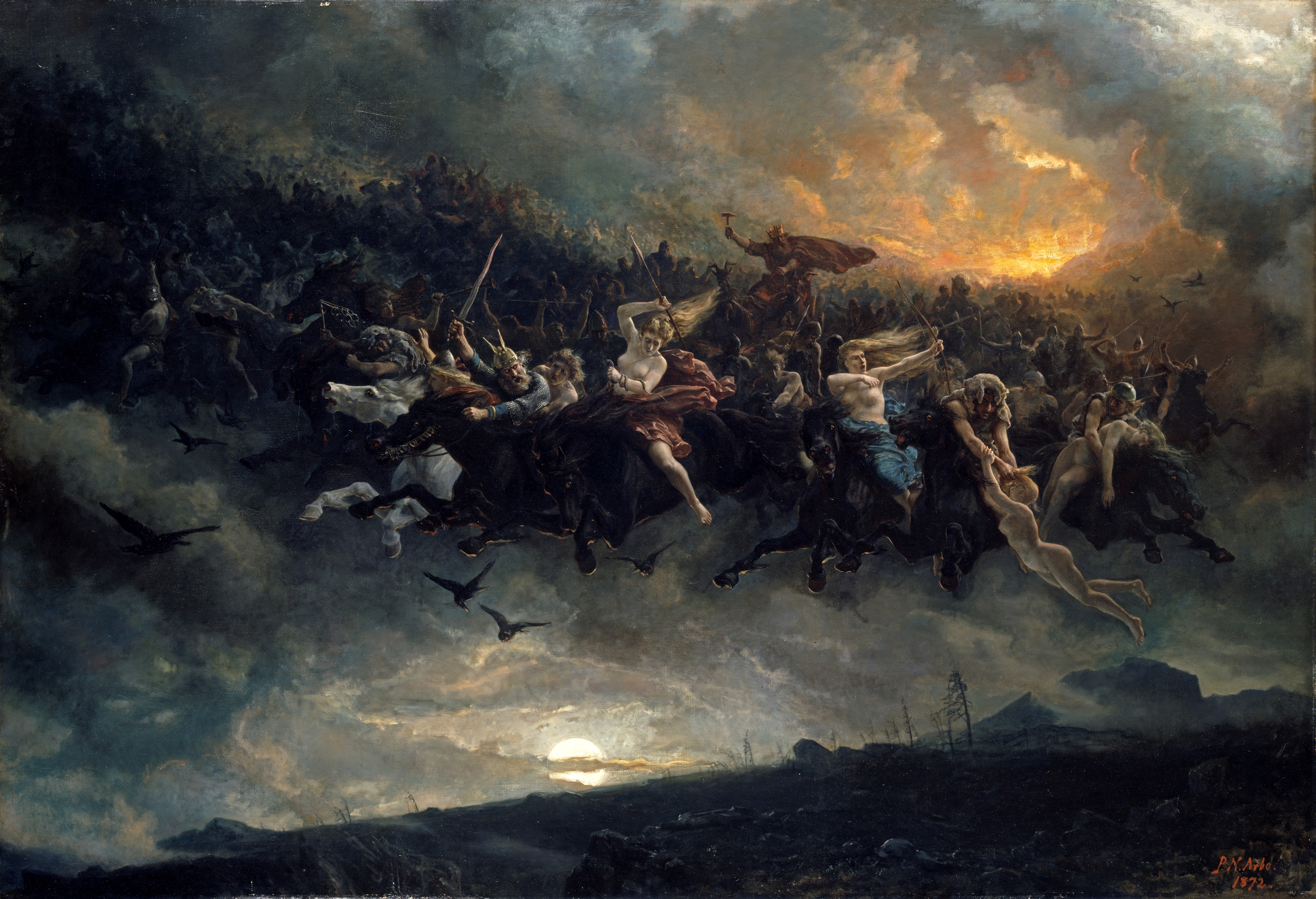
The Wild Hunt of Odin – obraz od Petera Nicolaie Arba, použitý na přebalu alba

Text písně „For All Those Who Died“ pochází z básně Ericy Jongové, vydané roku 1981. První tři verše z „A Fine Day to Die“ pocházejí z povídkové knihy Král ve žlutém od Roberta Williama Chamberse.
Text písní „The Golden Walls of Heaven“ a „Dies Irae“ je akrostich – první písmena veršů tvoří slova „Satan“ a „Christ the bastard son of heaven“.
Přebal alba je část obrazu The Wild Hunt of Odin od norského malíře Petera Nicolaie Arba. Spolu s úvodní skladbou „Oden's Ride Over Nordland“ zobrazuje motiv divoké honby z germánského folklóru. Z nahrávky Blood Fire Death tento motiv převzaly mnohé další hudební skupiny.

## Reakce kritiky
Eduardo Rivadavia z Allmusic ocenil album čtyřmi hvězdičkami z pěti a podle něj se řadí k nejkvalitnějším nahrávkám Bathory. V roce 2009 ho stránka IGN zahrnula v žebříčku „10 Nejlepších blackmetalových alb“.

## Seznam skladeb
Hudbu složil(i) Quorthon. 
| Strana A | Strana A                   | Strana A |
| Pořadí   | Název                      | Délka    |
| -------- | -------------------------- | -------- |
| 1.       | Odens Ride Over Nordland   | 2:59     |
| 2.       | A Fine Day to Die          | 8:35     |
| 3.       | The Golden Walls of Heaven | 5:22     |
| 4.       | Pace 'Till Death           | 3:39     |
| 5.       | Holocaust                  | 3:25     |

| Strana B       | Strana B               | Strana B |
| Pořadí         | Název                  | Délka    |
| -------------- | ---------------------- | -------- |
| 6.             | For All Those Who Died | 4:57     |
| 7.             | Dies Irae              | 5:11     |
| 8.             | Blood Fire Death       | 10:28    |
| 9.             | Outro                  | 0:58     |
| Celková délka: | Celková délka:         | 45:41    |

## Sestava
Bathory
- Quorthon – kytara, vokály, perkuse, efekty, produkce, mixáž
- Vvornth – bicí
- Kothaar – baskytara

Produkce
- Börje Forsberg (Boss) – produkce, mixáž
- Pelle Matteus – fotografie na přebalu